# Cynoglossus joyneri
Cynoglossus joyneri är en fiskart som beskrevs av Günther, 1878. Cynoglossus joyneri ingår i släktet Cynoglossus och familjen Cynoglossidae. Inga underarter finns listade i Catalogue of Life.